# Nowhere Men
Nowhere Men é uma revista em quadrinhos americana, publicada pela editora Image Comics desde novembro de 2012. A série foi criada pelo escritor e publisher da editora, Eric Stephenson, e é ilustrada por Nate Bellegarde e Jordie Bellaire. No universo ficcional elaborado por Stephenson, cientistas são tão famosos quanto os rock stars e os demais astros da música. Quatro cientistas - Dade Ellis, Emerson Strange, Simon Grimshaw e Thomas Walker - formaram o equivalente aos Beatles com a fundação da "World Corp", a mais influente e poderosa empresa dedicada à pesquisas científicas, mas, de forma similar ao que ocorrera com a banda, deixaram de trabalhar juntos não por diferenças criativas, mas por "diferenças ideológicas".
"A ciência é o novo rock and roll" é o slogan utilizado pela série, que, marcada por atrasos e mudanças no seu cronograma de publicação, teve apenas seis edições publicadas entre novembro de 2012 e outubro de 2013. A publicação da sétima edição fora anunciada para janeiro de 2014 - ano em que Nowhere Men e os profissionais responsáveis pela sua produção acumulariam quatro indicações ao Eisner Award: a série seria indicada na categoria de "Melhor Série", Stephenson à categoria de "Melhor Escritor", Bellegarde à categoria de "Melhor Desenhista" e Bellaire à categoria de "Melhor Colorista". Apenas Bellaire seria bem-sucedida, ganhando o prêmio por seu trabalho não apenas na série, mas também por ter contribuído com The Manhattan Projects, Pretty Deadly, The Massive, Tom Strong; X-Files Season 10, Captain Marvel, Journey into Mystery e Quantum and Woody.
Em maio de 2014, a Image Comics removeu de sua página oficial as menções à Nowhere Men #7, bem como às edições posteriores, levantando suspeitas de que a série teria sido cancelada. Um representante da editora esclareceria no Twitter que a arte para a sétima edição ainda não estava concluída e não havia previsão para a retomada da publicação e Bellegarde, em julho, utilizaria seu Tumblr para compartilhar as razões do atraso: uma série de problemas pessoais o levaram à beira de um colapso, e após ser diagnosticado com depressão, tem tido dificuldades em concluir a arte de forma satisfatória.